# Alta (condado de Greenbrier)
Alta es un área no incorporada ubicada en el condado de Greenbrier, Virginia Occidental, Estados Unidos. Está catalogada como un asentamiento humano por la Junta de Nombres Geográficos de los Estados Unidos. Su número de identificación (ID) es 1549562. Se encuentra a 753 m s. n. m. (2471 pies).

## Historia
Se estableció una oficina de correos en 1883 y permaneció en funcionamiento hasta 1916.